# Парламентські вибори у Словаччині 2010
Парла́ментські ви́бори у Слова́ччині відбулися 12 червня 2010 року.

## Попередні результати
| Партія                                                               | Скор.                | Ідеологія                | Голоси  | Відсотки | Місця | ±   |
| -------------------------------------------------------------------- | -------------------- | ------------------------ | ------- | -------- | ----- | --- |
| Курс — соціальна демократія                                          | Smer                 | Соціал-демократія        | 880111  | 34,79    | 62    | +12 |
| Словацький демократичний та християнський союз - Демократична партія | SDKÚ-DS              | Консерватизм             | 390042  | 15,42    | 28    | -3  |
| Свобода і солідарність                                               | SaS                  | Правий лібералізм        | 307287  | 12,14    | 22    | +22 |
| Християнсько-демократичний рух                                       | KDH                  | християнські демократи   | 215755  | 8,52     | 15    | +1  |
| Міст                                                                 | Most — Híd           | Захист прав угорців      | 205538  | 8,12     | 14    | +14 |
| Словацька національна партія                                         | SNS                  | Націоналізм              | 128490  | 5,07     | 9     | -11 |
| Партія угорської спільноти                                           | SMK-MKP              | Радикальний консерватизм | 109639  | 4,33     | 0     | -20 |
| Народна партія - Рух за демократичну Словаччину                      | ĽS-HZDS              | Консерватизм             | 109480  | 4,32     | 0     | -15 |
| Партія демократичних лівих                                           | SDL'                 | Соціал-демократія        | 61137   | 2,41     | 0     | -   |
| Народна партія - Наша Словаччина                                     | L'SNS                | Націоналізм              | 33724   | 1,33     | 0     | -   |
| Комуністична партія Словаччини                                       | KSS                  | Комунізм                 | 21104   | 0,83     | 0     | -   |
| Союз - Партія за Словаччину                                          | Unia                 | Консерватизм             | 17741   | 0,7      | 0     | -   |
| Паліго Капуркова - Весела політична партія                           | Paliho Kapurková     | немає                    | 14574   | 0,57     | 0     | -   |
| Європейська демократична партія                                      | EDS                  | Соціальний лібералізм    | 10332   | 0,4      | 0     | -   |
| Нова демократія                                                      | ND                   | Центризм                 | 7962    | 0,31     | 0     | -   |
| Партія ромської коаліції                                             | SRK                  | Соціал-демократія        | 6947    | 0,27     | 0     | -   |
| Союз робітників Словаччини                                           | ZRS                  | Радикальний соціалізм    | 6196    | 0,24     | 0     | -   |
| Альянс за Європу вільних Націй                                       | AZEN                 | Консерватизм             | 3325    | 0,13     | 0     | -   |
| Всього (явка 58,83%)                                                 | Всього (явка 58,83%) | Всього (явка 58,83%)     | 2303139 |          | 150   | -   |
| Джерело: Statistics Bureau of Slovakia                               |                      |                          |         |          |       |     |

## Огляд в українських ЗМІ
- «Русланд, Русланд юбер аллес»? (Постскриптум до візиту президента Росії до Словаччини)  [Архівовано 21 квітня 2010 у Wayback Machine.]
- Вибори, які вирішать усе [недоступне посилання з липня 2019]
- Політичні загострення напередодні виборів у Словаччині[недоступне посилання з липня 2019]
- У Словаччині відбуваються вибори до парламенту[недоступне посилання з липня 2019]
- Опозиція в Словаччині 'виграла вибори' [Архівовано 18 червня 2010 у Wayback Machine.]
- Словаки можуть отримати першого прем'єра-жінку

| Прапор Словаччини | Це незавершена стаття про Словаччину. Ви можете допомогти проєкту, виправивши або дописавши її. |